# Telekom Cup

Logo des Telekom Cups 2015

Der Telekom Cup (2009: T-Home Cup, 2010 bis 2012: Liga total! Cup) ist ein inoffizielles Fußball-Vorbereitungsturnier in Deutschland, bei dem sich von 2009 bis 2019 vier Bundesligisten im K.-o.-System gegenüberstanden. Seit 2022 findet er nur noch vereinzelt statt und wird in einer einzigen Partie ausgetragen. Außerdem nehmen nicht mehr ausschließlich Teams aus der Bundesliga teil. Rekordsieger ist der FC Bayern München mit sechs Titeln.

## Geschichte
Nachdem der offizielle DFL-Ligapokal im Jahr 2007 zum vorerst letzten Mal ausgetragen worden war, war zunächst kein Turnier zu Beginn der Saison geplant. 2008 belebten der Double-Sieger FC Bayern München und Pokalfinalist Borussia Dortmund in Eigenregie den Supercup wieder, der unter dem Namen T-Home-Supercup ausgetragen wurde. Vor der Saison 2009/10 wurde von Hauptsponsor Deutsche Telekom ein dem Ligapokal ähnliches Vorbereitungsturnier namens T-Home Cup ins Leben gerufen, bei dem sich vier Spitzenvereine der Fußball-Bundesliga in einem Turniermodus gegenüberstehen. Bereits von 1986 bis 1996 war ein vergleichbares Turnier unter dem Namen Fuji-Cup ausgetragen worden. In den Jahren 2010, 2011 und 2012 firmierte das Turnier unter dem Namen LIGA total! Cup. Seit 2013 trägt das Turnier den Namen Telekom Cup.
Obwohl es sich um ein inoffizielles Einladungsturnier handelt, erhält das Turnier eine große mediale Aufmerksamkeit. So werden alle vier Spiele live im Fernsehen übertragen und auch andere Medien berichten ausführlich über das Turnier. Der Telekom Cup galt als „erster Titel der Saison“ und als „Gradmesser“ für die Leistungsfähigkeit der beteiligten Teams kurz vor dem Start in die Saison bzw. Rückrunde. Vereinzelt bezeichneten Medien in der Anfangszeit den Telekom Cup fälschlicherweise auch als Nachfolger des offiziellen Ligapokals.
Ab 2015 wurde das Turnier auf einen Tag verkürzt, der Modus wurde angepasst. In der Saison 2016/17 sowie der Saison 2018/19 fand er wegen Terminschwierigkeiten in der Winterpause statt.
Zwischen 2019 und 2022 wurde das Turnier nicht ausgetragen und fand erstmal im Juli 2022 mit einer einzelnen Partie zwischen dem 1. FC Köln und der AC Mailand wieder statt.

## Modus
Das Turnier fand bis einschließlich 2014 an zwei aufeinanderfolgenden Tagen statt. Am ersten Tag wurden im selben Stadion zunächst nacheinander die beiden Halbfinalpartien ausgetragen. Am Folgetag standen sich dann zunächst die Verlierer der Halbfinalspiele in einem Spiel um Platz 3 gegenüber, direkt im Anschluss folgte das Finale, das die beiden Sieger bestritten. Die Spielzeit betrug jeweils zweimal 30 Minuten. Ein Elfmeterschießen fand unmittelbar nach einem unentschiedenen Spielausgang nach 60 Minuten statt.
2015 wurde der Modus modifiziert. Zwar blieb der K.-o.-Modus gleich, doch das Turnier wurde auf einen Tag verkürzt. Die Spielzeit wurde auf einmal 45 Minuten gekürzt, um vier Spiele an einem Tag zu ermöglichen.
Seit 2022 wird der Pokal nur noch in einer einzigen Partie ausgetragen und die Spielzeit wurde dabei wieder auf 90 Minuten erhöht.

## Die Turniere im Überblick
| Jahr                                                      | Platzierungen     | Platzierungen            | Platzierungen            | Platzierungen            | Spielpaarungen |
| Jahr                                                      | Sieger            | 2. Platz                 | 3. Platz                 | 4. Platz                 | Spielpaarungen |
| --------------------------------------------------------- | ----------------- | ------------------------ | ------------------------ | ------------------------ | --- |
| 2009 (T-Home Cup) Veltins-Arena (Gelsenkirchen)           | Hamburger SV      | VfB Stuttgart            | FC Bayern München        | FC Schalke 04            | HF: FC Schalke 04 – VfB Stuttgart 0:1 HF: FC Bayern München – Hamburger SV 0:1 P3: FC Schalke 04 – FC Bayern München 1:2 F: 0VfB Stuttgart – Hamburger SV 0:3                                                             |
| 2010 (Liga total! Cup) Veltins-Arena (Gelsenkirchen)      | FC Schalke 04     | FC Bayern München        | Hamburger SV             | 1. FC Köln               | HF: FC Schalke 04 – Hamburger SV 2:1 HF: FC Bayern München – 1. FC Köln 0:0 (3:1 i. E.) P3: Hamburger SV – 1. FC Köln 3:0 F: 0FC Schalke 04 – FC Bayern München 3:1                                                       |
| 2011 (Liga total! Cup) Coface Arena (Mainz)               | Borussia Dortmund | Hamburger SV             | FC Bayern München        | 1. FSV Mainz 05          | HF: 1. FSV Mainz 05 – Borussia Dortmund 0:1 HF: FC Bayern München – Hamburger SV 1:2 P3: 1. FSV Mainz 05 – FC Bayern München 2:2 (4:5 i. E.) F: 0Borussia Dortmund – Hamburger SV 2:0                                     |
| 2012 (Liga total! Cup) Imtech Arena (Hamburg)             | Werder Bremen     | Borussia Dortmund        | FC Bayern München        | Hamburger SV             | HF: Borussia Dortmund – Hamburger SV 1:0 HF: FC Bayern München – Werder Bremen 2:2 (2:4 i. E.) P3: Hamburger SV – FC Bayern München 0:1 F: 0Borussia Dortmund – Werder Bremen 3:3 (4:5 i. E.)                             |
| 2013 (Telekom Cup) Borussia-Park (Mönchengladbach)        | FC Bayern München | Borussia Mönchengladbach | Borussia Dortmund        | Hamburger SV             | HF: Borussia Mönchengladbach – Borussia Dortmund 1:0 HF: Hamburger SV – FC Bayern München 0:4 P3: Borussia Dortmund – Hamburger SV 1:0 F: 0Borussia Mönchengladbach – FC Bayern München 1:5                               |
| 2014 (Telekom Cup) Volksparkstadion (Hamburg)             | FC Bayern München | VfL Wolfsburg            | Hamburger SV             | Borussia Mönchengladbach | HF: Hamburger SV – VfL Wolfsburg 0:0 (5:6 i. E.) HF: FC Bayern München – Borussia Mönchengladbach 2:2 (5:4 i. E.) P3: Hamburger SV – Borussia Mönchengladbach 3:1 F: 0VfL Wolfsburg – FC Bayern München 0:3               |
| 2015 (Telekom Cup) Borussia-Park (Mönchengladbach)        | Hamburger SV      | FC Augsburg              | Borussia Mönchengladbach | FC Bayern München        | HF: Borussia Mönchengladbach – Hamburger SV 0:0 (4:5 i. E.) HF: FC Bayern München – FC Augsburg 1:2 P3: Borussia Mönchengladbach – FC Bayern München 0:0 (4:3 i. E.) F: 0Hamburger SV – FC Augsburg 2:1                   |
| Januar 2017 (Telekom Cup) ESPRIT arena (Düsseldorf)       | FC Bayern München | 1. FSV Mainz 05          | Fortuna Düsseldorf       | Borussia Mönchengladbach | HF: Fortuna Düsseldorf – FC Bayern München 0:0 (1:4 i. E.) HF: Borussia Mönchengladbach – 1. FSV Mainz 05 0:1 P3: Fortuna Düsseldorf – Borussia Mönchengladbach 2:0 F: 0FC Bayern München – 1. FSV Mainz 05 2:1           |
| Juli 2017 (Telekom Cup) Borussia-Park (Mönchengladbach)   | FC Bayern München | Werder Bremen            | TSG 1899 Hoffenheim      | Borussia Mönchengladbach | HF: Borussia Mönchengladbach – Werder Bremen 0:0 (3:5 i. E.) HF: FC Bayern München – TSG 1899 Hoffenheim 1:0 P3: Borussia Mönchengladbach – TSG 1899 Hoffenheim 0:0 (5:6 i. E.) F: 0Werder Bremen – FC Bayern München 0:2 |
| Januar 2019 (Telekom Cup) Merkur Spiel-Arena (Düsseldorf) | FC Bayern München | Borussia Mönchengladbach | Fortuna Düsseldorf       | Hertha BSC               | HF: Fortuna Düsseldorf – FC Bayern München 0:0 (7:8 i. E.) HF: Borussia Mönchengladbach – Hertha BSC 1:0 P3: Fortuna Düsseldorf – Hertha BSC 3:1 F: 0FC Bayern München – Borussia Mönchengladbach 0:0 (4:2 i. E.)         |
| Juli 2022 (Telekom Cup) RheinEnergieSTADION (Köln)        | AC Mailand        | 1. FC Köln               | -                        | -                        | F: 01. FC Köln – AC Mailand 1:2 |
| August 2025 (Telekom Cup) Allianz Arena (München)         | FC Bayern München | Tottenham Hotspur        | -                        | -                        | F: 0FC Bayern München – Tottenham Hotspur 4:0 |

### 2009

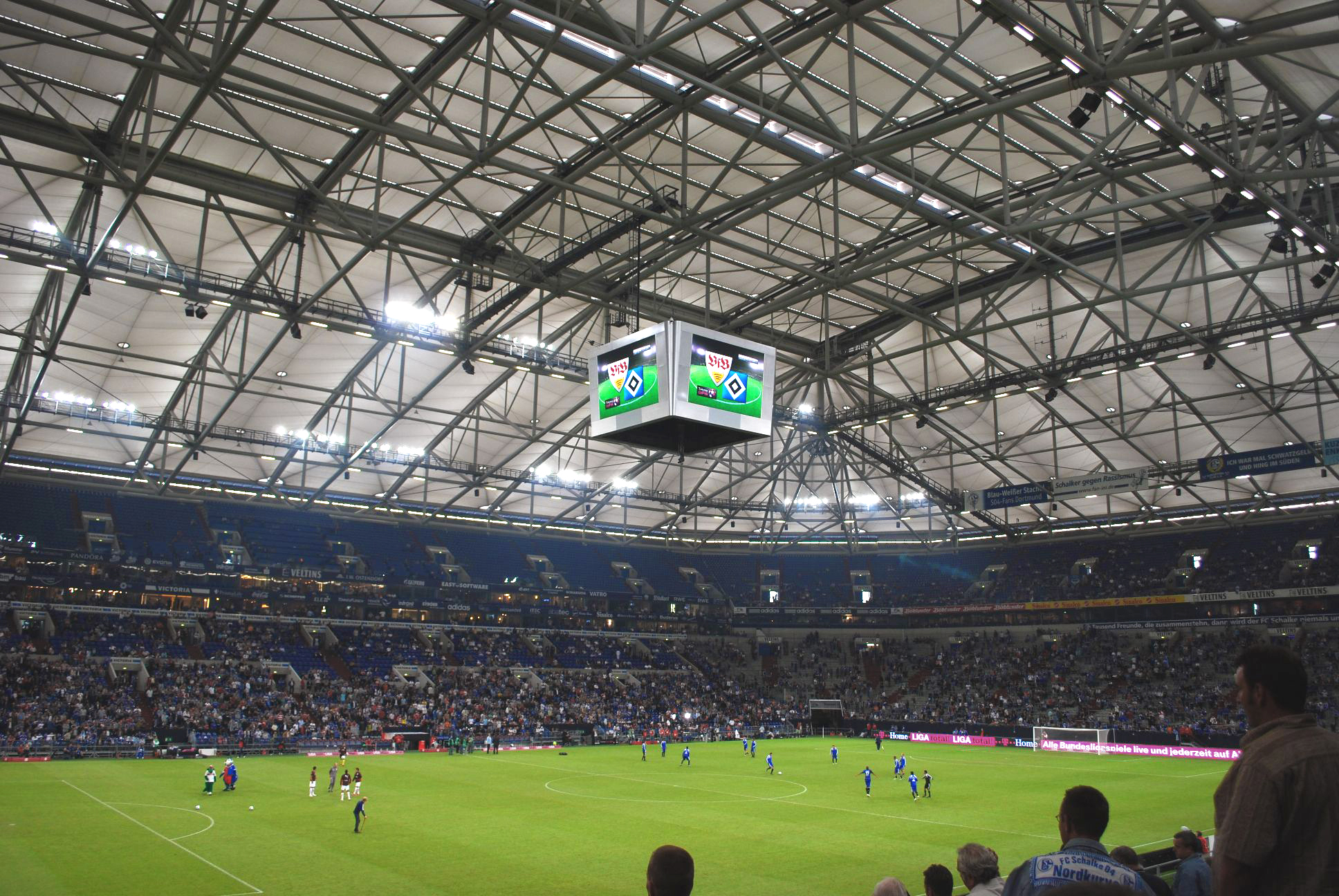
Finale 2009 in der Veltins-Arena

Am 18. und 19. Juli 2009 wurde der T-Home Cup erstmals ausgetragen. Alle Begegnungen mit Beteiligung des FC Bayern München (Zweitplatzierter der Saison 2008/09), des VfB Stuttgart (3.), des Hamburger SV (5.) und des FC Schalke 04 (8.) fanden in der Veltins-Arena in Gelsenkirchen statt.
Die beiden Halbfinalspiele endeten jeweils 1:0. Die Siegtorschützen waren Sebastian Rudy (34.) für den VfB Stuttgart und Piotr Trochowski (40.) für den Hamburger SV. Das Spiel um den dritten Platz gewann der FC Bayern München mit 2:1 gegen den gastgebenden FC Schalke 04 nach Toren von Breno (13.), einem Eigentor durch Benedikt Höwedes (26.) und dem Anschlusstreffer durch Halil Altıntop (29.). Das Finale gewann der Hamburger SV mit 3:0 gegen den VfB Stuttgart durch die Tore von Benjamin (25.), Pitroipa (28.) und Petrić (58.).
Der Turniersieger erhielt außer der Pokaltrophäe keine Preisgelder, stattdessen flossen anteilige Verkaufserlöse direkt in zwei wohltätige Stiftungen, die „Ich-kann-was“-Initiative der Deutschen Telekom und „Schalke hilft!“ vom gastgebenden Verein FC Schalke 04.

### 2010

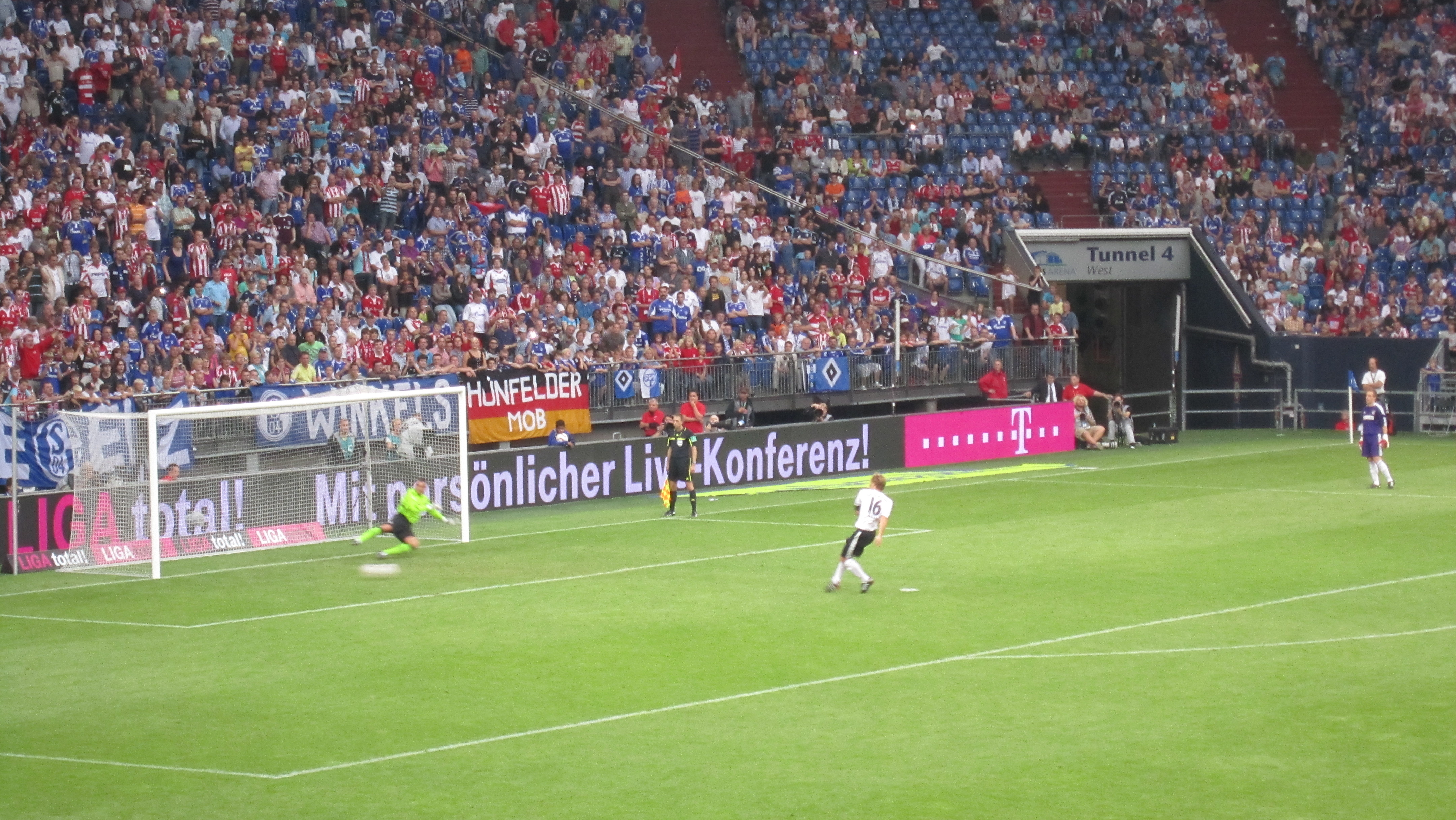
Andreas Ottl trifft zum 1:0 im Elfmeterschießen gegen den 1. FC Köln im LIGA total! Cup 2010

2010 fand das Turnier erstmals unter dem Namen Liga total! Cup und erneut in der Gelsenkirchener Veltins-Arena statt. Teilnehmer der am 31. Juli und 1. August 2010 ausgetragenen Begegnungen waren der Meister FC Bayern München, Gastgeber und Vize-Meister FC Schalke 04, der Hamburger SV (7.) und der 1. FC Köln (13.).
Im ersten Halbfinale überzeugte Schalkes neu verpflichteter und erstmals im königsblauen Trikot spielender Star Raúl mit einer starken Partie. Beim 2:1-Erfolg über den Hamburger SV ging dieser zunächst durch ein frühes Tor von Ruud van Nistelrooy (6.) in Führung, doch die Schalker Edu (42.) und Jermaine Jones (49.) drehten das Ergebnis noch. Im zweiten Halbfinale setzte sich der ersatzgeschwächte FC Bayern München nach einem 0:0 mit 3:1 im Elfmeterschießen gegen den 1. FC Köln durch. Andreas Ottl, Anatolij Tymoschtschuk und Ivica Olić trafen für die Münchner, Taner Yalçın einzig für die Kölner, nachdem Martin Lanig als zweiter Schütze nicht verwandeln konnte. Im Spiel um Platz 3 gewann der HSV nach Toren von van Nistelrooy (27.), Kačar (36.) und Son (55.) mit 3:0. Im Finale ging Bayern zunächst durch Nachwuchsmann Deniz Mujić (5.) mit 1:0 in Führung, doch Schalke konnte das Spiel mit den ersten zwei Schalke-Toren von Raúl (25., 33.) und dem Treffer von Edu (27.) noch zu seinen Gunsten entscheiden und damit das Turnier gewinnen.

### 2011
2011 fand das Turnier am 19. und 20. Juli in der neueröffneten Coface Arena in Mainz statt. Mit dabei waren erstmals der amtierende Meister Borussia Dortmund, Gastgeber und Vorjahres-Fünfter 1. FSV Mainz 05, sowie erneut der FC Bayern München (3.) und der Hamburger SV (8.).
Im Halbfinale scheiterte der FC Bayern München mit 1:2 am Hamburger SV nach zwei Toren von Son (7., 30.) und dem Anschlusstreffer durch Toni Kroos (57.). Borussia Dortmund gewann durch einen Treffer von Ivan Perišić mit 1:0 gegen Mainz. Am Folgetag siegte der FC Bayern München im Spiel um Platz 3 gegen die gastgebenden Mainzer erst im Elfmeterschießen. In der regulären Spielzeit trafen Nikolče Noveski (11.) und Anthony Ujah (59.) für die Mainzer sowie David Alaba (30.) und Nils Petersen per Foulelfmeter (57.) für die Münchner. Im Elfmeterschießen vergaben dann ausgerechnet die Mainzer Torschützen Noveski und Ujah. Das Finale entschied Borussia Dortmund durch einen „Doppelschlag“ von Felipe Santana (50.) und Mohamed Zidan (51.) mit 2:0 für sich.

### 2012
Zum 125-jährigen Vereinsjubiläum des Hamburger SV fand der Liga total! Cup 2012 im Hamburger Volksparkstadion statt. Die Halbfinalpartien fanden am 4. August, die Finalspiele am 5. August 2012 statt. Das Teilnehmerfeld bestand aus dem Meister Borussia Dortmund, Vize-Meister FC Bayern München, Gastgeber Hamburger SV (15.) und dem Nordrivalen Werder Bremen (9.).
In den Halbfinalspielen setzten sich Werder Bremen und Borussia Dortmund durch. Der BVB siegte mit 1:0 durch das Tor von Jakub Błaszczykowski (42.). Die Bremer setzten sich im Elfmeterschießen gegen den FC Bayern München durch, da Ribéry und Schweinsteiger ihre Elfmeter nicht verwandeln konnten. Die Begegnung endete nach 60 Minuten nach Toren von Petersen (12.) und Füllkrug (43.) für Werder sowie Shaqiri (27.) und Kroos (60.) 2:2-Unentschieden. Die Bayern konnten sich am nächsten Tag durch einen Treffer von Nachwuchsspieler Mitchell Weiser (25.) den dritten Platz sichern. Das Finale gewann Werder Bremen im Elfmeterschießen, da nach 60 Minuten, nach Toren von Füllkrug (3.), Ekici (6.) und Hunt (44., Elfmeter) auf der einen, sowie Reus (22.) und Lewandowski (24., 25.) auf der anderen Seite, kein Sieger festgestanden hatte. Den entscheidenden Elfmeter verschoss schließlich Kevin Großkreutz. Auch bei dieser Ausgabe wurde kein Preisgeld ausgeschüttet, stattdessen erhielten alle vier Teilnehmer ein Antrittsgeld in fünfstelliger Höhe.

### 2013

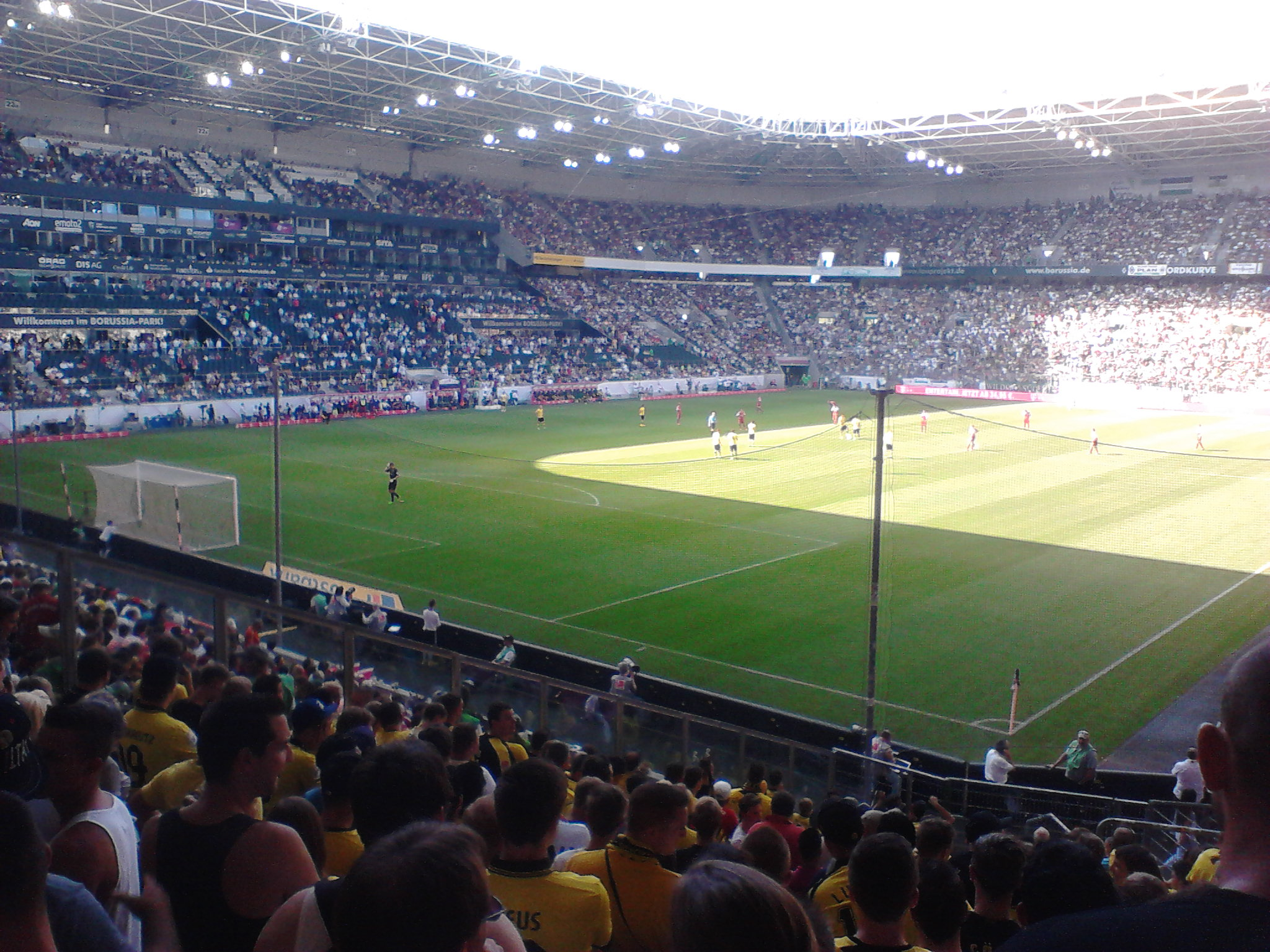
Szene aus dem Spiel um Platz 3 zwischen Dortmund und Hamburg (2013)

2013 fand das inoffizielle Saison-Vorbereitungsturnier erstmals unter dem Namen Telekom Cup statt. Es wurde am 20. und 21. Juli im Borussia-Park in Mönchengladbach ausgetragen. An dem Turnier nahmen neben Gastgeber Borussia Mönchengladbach (8.) und Triple-Sieger FC Bayern München erneut Vize-Meister Borussia Dortmund und der Hamburger SV (7.) teil.
In einer ursprünglichen Spielplan-Ansetzung vom 28. März 2013 sollten das erste Halbfinale der FC Bayern München und Borussia Dortmund bestreiten. Nachdem beide Teams bereits das Finale der Champions League am 25. Mai bestritten hatten, äußerten die Dortmunder den Wunsch, der brisanten Partie mit dem Rekordmeister aus dem Weg zu gehen, insbesondere da am 27. Juli 2013 beide Teams im Spiel um den DFL-Supercup erneut aufeinandertreffen sollten. Der Veranstalter Telekom kam diesem Wunsch nach und gab am 21. Juni einen veränderten Spielplan bekannt.
Der FC Bayern München gewann bei seiner fünften Teilnahme zum ersten Mal das Turnier und erzielte zudem mit dem 5:1 im Finale gegen Borussia Mönchengladbach das höchste Spielergebnis seit Durchführung dieser Veranstaltung. Die Torschützen für die Bayern waren Franck Ribéry (17.), Philipp Lahm (22.), Thiago (26.), Arjen Robben (42.) und Thomas Müller (60.); den Ehrentreffer für die Gladbacher erzielte Luuk de Jong (29.). Bereits im Halbfinale traten die Bayern mit einem 4:0-Sieg gegen den Hamburger SV überzeugend auf. Die Tore erzielten dabei Boateng (12.), Mandžukić (41.), Toni Kroos (44.) und Müller (52.). Im zweiten Halbfinale gewann Mönchengladbach nach einem Elfmetertor durch Filip Daems in der letzten Spielminute gegen Dortmund. Das Spiel um Platz 3 entschied Jonas Hofmann mit dem Siegtreffer zum 1:0 in der 24. Minute zu Gunsten der Dortmunder Borussia.

### 2014
Die sechste Auflage des Vorbereitungsturnier, zum zweiten Mal unter dem Namen Telekom Cup, fand vom 26. bis 27. Juli im Volksparkstadion in Hamburg statt. Teilnehmer waren der Gastgeber Hamburger SV (16.), der amtierende Meister FC Bayern München, Borussia Mönchengladbach (6.) und erstmals der VfL Wolfsburg (5.).
Im ersten Halbfinale besiegte der VfL Wolfsburg nach einem 0:0 in der regulären Spielzeit den Hamburger SV mit 6:5 im Elfmeterschießen. Der Hamburger Kerem Demirbay traf dabei nur die Latte und Junior Malanda machte den Sieg perfekt. Im zweiten Halbfinale ging der FC Bayern München nach einem sehenswerten Lupfer durch Robert Lewandowski (29.) und einem Tor von Franck Ribéry (33.) mit 2:0 in Führung. Max Kruse glich aber durch zwei verwandelte Elfmeter noch zum 2:2-Endstand aus (42., 59.). Im Elfmeterschießen traf der Gladbacher Julian Korb beim Stand von 5:4 für die Bayern nur den Querbalken, nachdem zuvor Rafinha an Torhüter Janis Blaswich und Oscar Wendt an Tom Starke gescheitert waren. Zum ersten Mal wurden somit beide Halbfinalpartien im Elfmeterschießen entschieden. Am zweiten Tag sicherte sich zunächst der Hamburger SV durch einen 3:1-Erfolg über Borussia Mönchengladbach durch Tore von Jacques Zoua (3.), Rafael van der Vaart (21.) und Kerem Demirbay (53.) für den HSV und Raffael (4.) für die Borussen den dritten Platz. Das Finale gestaltete der FC Bayern München durch die früh erzielten Tore der beiden Neuzugänge Lewandowski (4., 20.) und Sebastian Rode (15.) mit 3:0 gegen den VfL Wolfsburg deutlich zu seinen Gunsten gleichbedeutend mit der ersten Titelverteidigung in diesem Wettbewerb.

### 2015
2015 wurde das Turnier zum zweiten Mal nach 2013 in Mönchengladbach ausgetragen. Neben Borussia Mönchengladbach, dem Dritten der abgelaufenen Bundesligasaison, nahmen am 12. Juli 2015 der FC Bayern München (Meister), der Hamburger SV (16.) und der FC Augsburg (5.) am Turnier teil. Erstmals fand das Turnier nur an einem Tag statt, dafür wurde die Spielzeit einer Partie von 60 auf 45 Minuten gekürzt. Im ersten Halbfinale setzte sich der Hamburger SV gegen Borussia Mönchengladbach nach einem 0:0 in der regulären Spielzeit mit 5:4 im Elfmeterschießen durch. Das zweite Halbfinale entschied der FC Augsburg mit 2:1 gegen den FC Bayern München für sich. Die Bayern gingen durch Thiago in der siebten Minute in Führung, doch Augsburg drehte das Spiel durch Tore von Esswein (29.) und Hong (35.) noch zu ihren Gunsten. Der amtierende deutsche Meister musste sich schließlich erstmals mit dem vierten und letzten Platz des Telekom Cups begnügen, nachdem er auch das Spiel um Platz 3 gegen Borussia Mönchengladbach nach 45 torlosen Minuten im Elfmeterschießen mit 3:4 verloren hatte, die Nachwuchsspieler Højbjerg und Benko vergaben ihre Elfmeter. Im Finale besiegte der Hamburger SV den FC Augsburg durch Tore von Mohamed Gouaida (2.) und Raphael Framberger (32., Eigentor) bei einem Gegentreffer durch Tim Matavž (41.) mit 2:1 und konnte somit nach 2009 zum zweiten Mal den Titel erringen.

### 2016
Das für Juli 2016 geplante Turnier wurde abgesagt. Als Grund für die Absage nannte Telekom Schwierigkeiten bei der Suche nach einem Termin im Sommer 2016 und verwies dabei einerseits auf die in Frankreich stattfindende Fußball-Europameisterschaft und andererseits auf Formate wie den DFL-Supercup. Zugleich dementierte das Unternehmen Gerüchte, wonach der Telekom Cup nur aufgrund einer Absage des FC Bayern München gestrichen wurde.

### Januar 2017
Am 14. Januar 2017 wurde das abgesagte Turnier nachgeholt und fand damit erstmals in der Winterpause statt. Die Teilnehmer des in der Düsseldorfer ESPRIT arena stattfindenden Turniers waren der FC Bayern München, Borussia Mönchengladbach, der 1. FSV Mainz 05 und Fortuna Düsseldorf. Als Gastgeber war mit Fortuna Düsseldorf erstmals ein Zweitligist bei diesem Turnier dabei.
Im ersten Halbfinale setzte sich der FC Bayern München gegen Fortuna Düsseldorf mit 4:1 im Elfmeterschießen durch, nachdem es nach 45 Minuten torlos geblieben war. Vidal, Alonso, Costa, Alaba verwandelten für die Münchener, Ayhan für die Düsseldorfer; Manuel Neuer parierte die beiden Elfer von Hennings und Fink. Das zweite Halbfinale entschied der 1. FSV Mainz 05 mit 1:0 für sich dank eines Eigentores des Mönchengladbachers Jannik Vestergaard (7.). Das Spiel um Platz 3 gewann Fortuna Düsseldorf mit 2:0 gegen Borussia Mönchengladbach durch die Tore von Kaan Ayhan (3.) und Emmanuel Iyoha (7.). Im Finale siegte der FC Bayern München mit 2:1 gegen den 1. FSV Mainz 05 durch die Tore von Franck Ribéry (4.) und Javi Martínez (11.) und dem Gegentor von André Ramalho (8.).

### Juli 2017
Am 15. Juli 2017 fand in Mönchengladbach die neunte Ausgabe des Turniers mit den Teilnehmern FC Bayern München, Borussia Mönchengladbach, Werder Bremen und TSG 1899 Hoffenheim statt.
Im ersten Halbfinale unterlag Gastgeber Borussia Mönchengladbach nach torlosen 45 Minuten gegen Werder Bremen im Elfmeterschießen mit 3:5. Der FC Bayern München zog im folgenden Spiel durch einen 1:0-Sieg gegen die TSG 1899 Hoffenheim ins Finale ein. Den einzigen Treffer der Begegnung erzielte Robert Lewandowski (7. Minute). Das Spiel um Platz 3 gewann Hoffenheim gegen Mönchengladbach mit 6:5 im Elfmeterschießen, nachdem die 45 Minuten torlos geblieben waren. Das Finale entschied der FC Bayern München gegen Werder Bremen durch Tore von Thomas Müller (13.) und Juan Bernat (34.) mit 2:0 für sich und gewann dadurch zum vierten Mal den Telekom Cup.

### 2019
Am 13. Januar 2019 fand in Düsseldorf die zehnte Ausgabe des Turniers mit den Teilnehmern Fortuna Düsseldorf, FC Bayern München, Borussia Mönchengladbach und Hertha BSC statt.
Im ersten Halbfinale unterlag Gastgeber Fortuna Düsseldorf nach torlosen 45 Minuten gegen den FC Bayern München im Elfmeterschießen mit 7:8. Borussia Mönchengladbach zog im folgenden Spiel durch einen 1:0-Sieg gegen Debütant Hertha BSC ins Finale ein. Den einzigen Treffer der Begegnung erzielte Thorgan Hazard (5. Minute). Das Spiel um Platz 3 gewann Fortuna Düsseldorf gegen Hertha BSC mit 3:1. Nachdem Pascal Köpke die Berliner in Führung gebracht hatte, drehten Kenan Karaman und zweimal Marvin Ducksch die Begegnung. Das Finale entschied der FC Bayern München gegen Borussia Mönchengladbach mit 4:2 im Elfmeterschießen, nachdem die 45 Minuten torlos geblieben waren. James, Thiago, Leon Goretzka und Mats Hummels verwandelten ihre Elfmeter, Sandro Wagner vergab auf Seiten der Bayern, Josip Drmić und Tobias Strobl verwandelten ihre Elfmeter, Patrick Herrmann und Denis Zakaria vergaben auf Seiten der Mönchengladbacher.

### 2022
Am 16. Juli 2022 fand der Telekom Cup erstmals in Köln im RheinEnergieSTADION statt. Im Gegensatz zu den vorherigen Jahren nahmen mit dem 1. FC Köln und dem AC Mailand nur zwei Teams am Pokal teil. Bei dem Spiel kamen zahlreiche neue Technologien und Kameraperspektiven zum Einsatz, weshalb das Spiel auch unter dem Namen Innovation Game vermarktet wurde. Der amtierende italienische Meister konnte das Spiel durch einen Doppelpack von Oliver Giroud mit 2:1 gewinnen. Den Treffer für den 1. FC Köln erzielte Florian Dietz.

### 2025
Am 7. August 2025 fand der Telekom Cup erstmals in der Münchner Allianz Arena statt. Vor 72.000 Zuschauern gewann der FC Bayern München die Partie deutlich mit 4:0 gegen den amtierenden Europa-League-Sieger Tottenham Hotspur. Die Tore erzielten Harry Kane (12.), Kingsley Coman (61.), Lennart Karl (76.) und Jonah Kusi-Asare (81.).

## Statistik

### Teilnahmen und Platzierungen
| Verein                   | Verein                   | Teilnahmen | Titel Anzahl | Titel Jahr(e)                           | 2. Platz   | 3. Platz         | 4. Platz              |
| ------------------------ | ------------------------ | ---------- | ------------ | --------------------------------------- | ---------- | ---------------- | --------------------- |
| FC Bayern München        | FC Bayern München        | 11         | 6            | 2013, 2014, 2017-I, 2017-II, 2019, 2025 | 2010       | 2009, 2011, 2012 | 2015                  |
| Hamburger SV             | Hamburger SV             | 7          | 2            | 2009, 2015                              | 2011       | 2010, 2014       | 2012, 2013            |
| Borussia Dortmund        | Borussia Dortmund        | 3          | 1            | 2011                                    | 2012       | 2013             |                       |
| Werder Bremen            | Werder Bremen            | 2          | 1            | 2012                                    | 2017-II    |                  |                       |
| FC Schalke 04            | FC Schalke 04            | 2          | 1            | 2010                                    |            |                  | 2009                  |
|                          | AC Mailand               | 1          | 1            | 2022                                    |            |                  |                       |
| Borussia Mönchengladbach | Borussia Mönchengladbach | 6          |              |                                         | 2013, 2019 | 2015             | 2014, 2017-I, 2017-II |
| 1. FC Köln               | 1. FC Köln               | 2          |              |                                         | 2022       |                  | 2010                  |
| 1. FSV Mainz 05          | 1. FSV Mainz 05          | 2          |              |                                         | 2017-I     |                  | 2011                  |
| VfB Stuttgart            | VfB Stuttgart            | 1          |              |                                         | 2009       |                  |                       |
| VfL Wolfsburg            | VfL Wolfsburg            | 1          |              |                                         | 2014       |                  |                       |
| FC Augsburg              | FC Augsburg              | 1          |              |                                         | 2015       |                  |                       |
|                          | Tottenham Hotspur        | 1          |              |                                         | 2025       |                  |                       |
| Fortuna Düsseldorf       | Fortuna Düsseldorf       | 2          |              |                                         |            | 2017-I, 2019     |                       |
| TSG 1899 Hoffenheim      | TSG 1899 Hoffenheim      | 1          |              |                                         |            | 2017-II          |                       |
| Hertha BSC               | Hertha BSC               | 1          |              |                                         |            |                  | 2019                  |

### Torschützen
| Rang | Spieler             | Verein(e)                                | Tore |
| ---- | ------------------- | ---------------------------------------- | ---- |
| 1    | Robert Lewandowski  | Borussia Dortmund / FC Bayern München    | 6    |
| 2    | Thomas Müller       | FC Bayern München                        | 3    |
|      | Toni Kroos          | FC Bayern München                        | 3    |
|      | Franck Ribéry       | FC Bayern München                        | 3    |
|      | Son Heung-min       | Hamburger SV                             | 3    |
| 5    | Olivier Giroud      | AC Mailand                               | 2    |
|      | Edu                 | FC Schalke 04                            | 2    |
|      | Niclas Füllkrug     | Werder Bremen                            | 2    |
|      | Max Kruse           | Borussia Mönchengladbach / Werder Bremen | 2    |
|      | Nils Petersen       | FC Bayern München / Werder Bremen        | 2    |
|      | Raúl                | FC Schalke 04                            | 2    |
|      | Ruud van Nistelrooy | Hamburger SV                             | 2    |
|      | Thiago              | FC Bayern München                        | 2    |
|      | Kaan Ayhan          | Fortuna Düsseldorf                       | 2    |
|      | Marvin Ducksch      | Fortuna Düsseldorf                       | 2    |

Stand: 7. August 2025

## Logohistorie

T-Home Cup 2009
Liga total! Cup 2010
Liga total! Cup 2011
Liga total! Cup 2012
Telekom Cup 2013
Telekom Cup 2015

## Fernsehübertragung
Alle Spiele wurden bisher im Rahmen der Sportsendung ran bei Sat.1 gezeigt.

### Team
| Jahr                      | Moderatoren                           | Moderatoren                           | Moderatoren                           | Kommentatoren  | Kommentatoren        |
| ------------------------- | ------------------------------------- | ------------------------------------- | ------------------------------------- | -------------- | -------------------- |
| 2009 (T-Home Cup)         | Oliver Welke (Samstag/Sonntag)        | Oliver Welke (Samstag/Sonntag)        | Oliver Welke (Samstag/Sonntag)        | Erich Laaser   | Wolff-Christoph Fuss |
| 2010 (Liga total! Cup)    | Matthias Opdenhövel (Samstag/Sonntag) | Matthias Opdenhövel (Samstag/Sonntag) | Matthias Opdenhövel (Samstag/Sonntag) | Hansi Küpper   | Wolff-Christoph Fuss |
| 2011 (Liga total! Cup)    | Klaus Gronewald (Dienstag/Mittwoch)   | Klaus Gronewald (Dienstag/Mittwoch)   | Klaus Gronewald (Dienstag/Mittwoch)   | Hansi Küpper   | Wolff-Christoph Fuss |
| 2012 (Liga total! Cup)    | Johannes B. Kerner (Samstag)          | Valeska Homburg (Sonntag)             | Thomas Helmer (Sonntag)               | Hansi Küpper   | Holger Pfandt        |
| 2013 (Telekom Cup)        | Matthias Killing (Samstag/Sonntag)    | Matthias Killing (Samstag/Sonntag)    | Matthias Killing (Samstag/Sonntag)    | Hansi Küpper   | Holger Pfandt        |
| 2014 (Telekom Cup)        | Frank Buschmann (Samstag/Sonntag)     | Andrea Kaiser (Samstag/Sonntag)       | Andrea Kaiser (Samstag/Sonntag)       | Hansi Küpper   | Holger Pfandt        |
| 2015 (Telekom Cup)        | Matthias Killing (Sonntag)            | Matthias Killing (Sonntag)            | Matthias Killing (Sonntag)            | Hansi Küpper   | Frank Buschmann      |
| Januar 2017 (Telekom Cup) | Matthias Killing                      | Andrea Kaiser                         | Stefan Effenberg                      | Markus Götz    | Uwe Morawe           |
| Juli 2017 (Telekom Cup)   | Matthias Killing                      | Andrea Kaiser                         | Mirko Slomka                          | Matthias Stach | Uwe Morawe           |
| 2019 (Telekom Cup)        | Matthias Killing                      | Andrea Kaiser                         | Stefan Kuntz                          | Edgar Mielke   | Uwe Morawe           |

### Einschaltquoten
Die Einschaltquoten waren in der Regel zufriedenstellend. Bei der Erstausgabe 2009 verfolgten im Durchschnitt 2,36 Mio. Zuschauer (14,0 %) die vier Partien, 2010 waren es 1,72 Mio. (11,9 %), 2011 gar 3,65 Mio. (13,9 %). Allerdings wurden die Spiele 2011 anders als in den Vorjahren am Dienstag- und Mittwochabend angesetzt. Seit 2012 finden die Spiele wieder am späten Samstag- und Sonntagnachmittag statt und erreichten dort durchschnittlich 1,55 Mio. (9,7 %) Zuschauer. 2013 sahen im Schnitt 1,66 Mio. (12,5 %) die vier Partien. Auch 2014 wurden gute Quoten eingefahren, so sahen beispielsweise 2,61 Millionen Zuschauer die zweite Halbzeit des Finales. Bei der Ausgabe 2015 schauten in der Spitze 1,71 Millionen Zuschauer (11,1 %). Die Quoten des Turniers im Januar 2017 waren schwächer, das Finale am Samstagabend sahen 1,37 Millionen Zuschauer (5,4 %). Im Juli 2017 hingegen waren die Einschaltquoten hervorragend. Das Finale verfolgten 2,06 Millionen Zuschauer (15,4 %). 1,85 Millionen Zuschauer (10,6 %) waren im Januar 2019 beim Finale mit von der Partie.